# Perła w koronie
Perła w koronie (en polonès, perla a la corona) és una pel·lícula dramàtica polonesa de 1972 dirigida per Kazimierz Kutz. Va ser inscrita al 25è Festival Internacional de Cinema de Canes. La pel·lícula també va ser seleccionada com a Participació polonesa al Millor pel·lícula en llengua estrangera als Premis Oscar de 1972, però no va ser acceptada com a nominada.

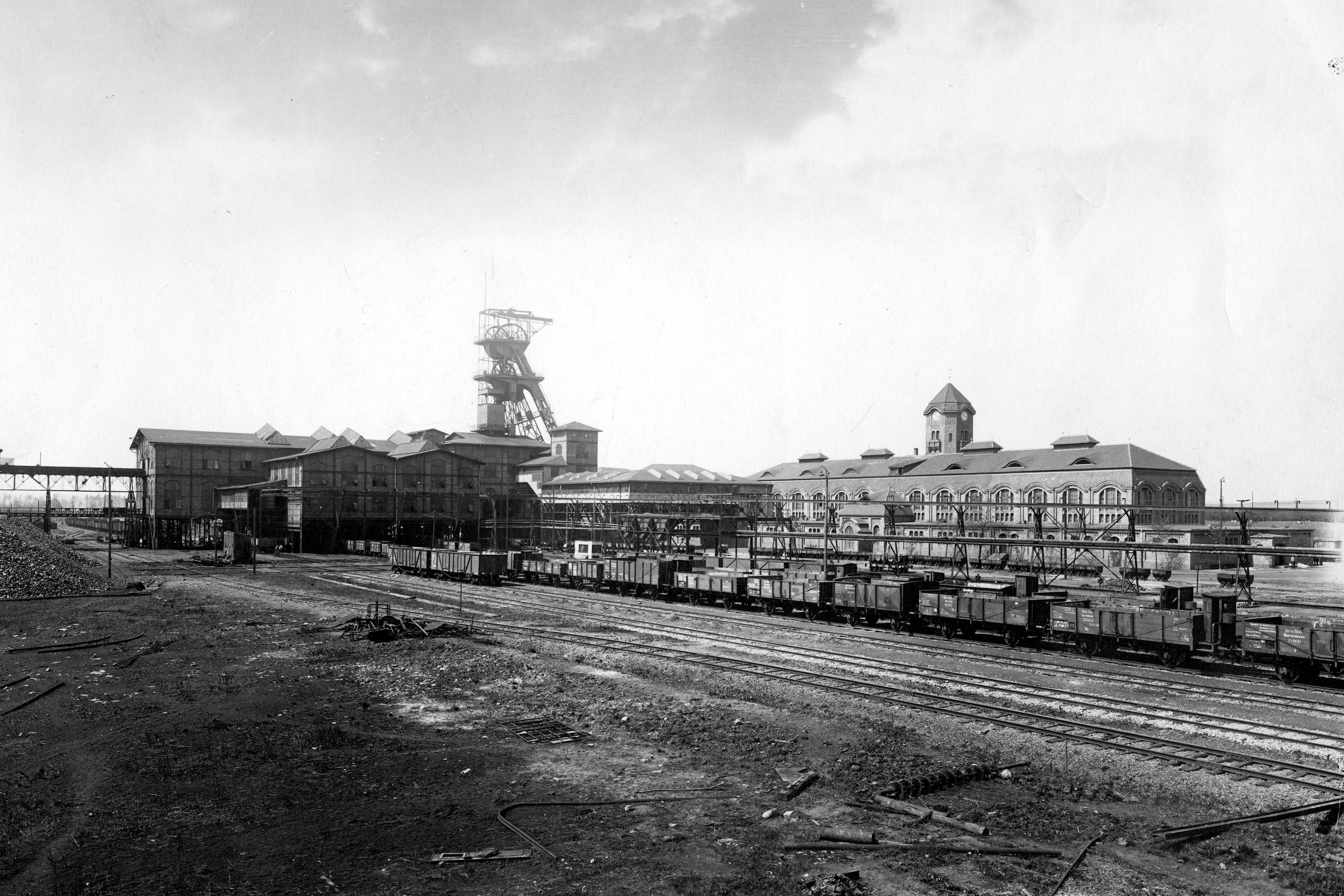
La mina Giesche, prototip de l'escenari de la pel·lícula

## Argument
La pel·lícula té lloc l'agost de 1934 a la part polonesa de l'Alta Silèsia. La pel·lícula narra la història d'una vaga a la mina fictícia "Zygmunt". Jaś, un jove miner que treballa a la mina en qüestió, té una dona i dos fills petits. Jaś torna a casa del torn. L'endemà s'assabenta que la mina no rendible ha de ser tancada per inundació d'aigua. Esclata una vaga. Les famílies ajuden els vaguistes, malgrat que la mina està envoltada per un cordó policial. Les peticions al Govern segueixen sense resposta, la gestió persisteix, així que els miners anuncien una vaga de fam. La policia pren represàlies interrompent violentament la manifestació. Els miners decidits decideixen continuar la vaga sota terra malgrat l'amenaça imminent d'inundació de la mina, segons el pla original. Finalment, però, la direcció signa un acord i els miners surten a la superfície i tornen amb les seves famílies.

## Repartiment
- Lucja Kowolik - Wikta
- Olgierd Łukaszewicz - Jas
- Jan Englert - Erwin Maliniok
- Franciszek Pieczka - Hubert Siersza
- Jerzy Cnota - August Mol
- Bernard Krawczyk - Franciszek Bula
- Tadeusz Madeja - Ochman
- Henryk Maruszczyk - Alojz Grudniok
- Marian Opania - Albert
- Jerzy Siwy - Milenda